# Негров, Александр Иванович
Алекса́ндр Ива́нович Не́гров (род. 23 мая 1966, Джанкой, Крымская область, УССР, СССР) — американский теолог, библеист и лидеролог. По вероисповеданию является евангельским христианином. В 2005—2012 годах — ректор Санкт-Петербургского христианского университета. Основатель и директор независимого исследовательского и консалтингового института по вопросам личного и организационного лидерства Hodos Institute (Институт изучения и развития лидерства).

## Биография
Родился 23 мая 1966 года в Джанкое в семье евангельских христиан.
В 1983 году окончил среднюю школу.
В мае 1984 — июне 1986 годов проходил службу в Советской Армии.
В 1993 году окончил Санкт-Петербургский христианский университет со степенью бакалавра богословия.
В 1995 году в Бриркрестском колледже и семинарии евангельских христиан в Канаде получил степень магистра с отличием в области Ветхого и Нового Завета.
В 2001 году с отличием окончил докторантуру по специальности «библеистика» в Преторийском университете и защитил диссертацию по теме «Интерпретация Библии в традиции РПЦ (Русской Православной Церкви)» получив степень доктора философии по новозаветным исследованиям.
С 2001 года — член Евро-Азиатской аккредитационной ассоциации (ЕААА).
В 2001—2005 годы — руководитель межвузовских магистерских программ Уэльского университета по специальности «библеистика» в Санкт-Петербургском христианском университете.
С 2003 года был научным сотрудником кафедры библеистики Преторийского университета, преподавателем в Калифорнийском баптистском университете и Университете Летурне.
В 2005—2012 годы — ректор Санкт-Петербургского христианского университета.
В 2012— 2018 годах — руководитель Высшей школы лидерства Санкт-Петербургского христианского университета, где создал и возглавил кафедру лидерологии.
В 2013 году поступил в докторантуру Высшей бизнес-школы Даремского университета, по специальности «теория и философия лидерства». С этого времени активно занимается развитием лидерологии и основал Hodos Institute (Институт изучения и развития лидерства). Создаёт видеоролики по вопросам лидерства.
В 2019 году изучал лидерство в Институте устойчивого лидерства Кембриджского университета.
В 2020 году в Школе бизнеса Саида Оксфордского университета.
Проходил научную стажировку в Свято-Владимирской православной богословской семинарии, в Тихоокеанском лютеранском университете, в Уитонском колледже.
Член научно-исследовательской группы на кафедре библеистики Преторийского университета.
Член-корреспондент Общества библейской литературы (SBL), Общества Нового Завета ЮАР (англ. New Testament Society of South Africa; NTSSA), Евангелического теологического сообщества (ETS).
Член редакционной коллегии журнала «Богословские размышления».
Проживает в США.
Женат, отец троих детей (сын и две дочери) и дед пятерых внуков.

## Отзывы
В 2013 году религиовед О. А. Бокова отмечая создание в СПбХУ, в рамках кафедры практического богословия Высшей школы лидерства и управления, и указывая, что «пока что серьёзных богословских трудов в этой сфере участники этого проекта не написали, преобладает активная преподавательская деятельность по подготовке лидеров», в то же время подчеркнула, что А. И. Негровым были высказаны «некоторые общие идеи по поводу смысла этого начинания». Бокова обращает внимание на то, что «по его мнению, в церквях проявляется негативное отношение к бизнесу», хотя, в отличие от других исторических периодов в России, в настоящее время у евангельских церквей есть предприниматели. Она указывает, что Негров полагает, что в евангельских церквях требуется относиться к предпринимательству иначе. А Бога называет «наиболее успешный Предприниматель». При этом, бизнес рассматривается Негровым в качестве пути человека, посредством которого он может стать, в творчестве, соработником Бога и, как отмечает Бокова, «предлагает понять бизнес с нескольких богословских перспектив: с точки зрения догмата о Троице и концепции творения, грехопадения, искупления». Кроме того, она подчёркивает, что «в последнем случае бизнес мыслится как имеющая твёрдый моральный фундамент деятельность возрождённого человека на благо ближнему».

## Научные труды

### Монографии
- Негров А., Пеннер П., Черенков М., ред. Вера и труд: христианская миссия и лидерство в профессиональной деятельности. – СПб: Санкт-Петербургский христианский университет, 2017.
- Негров А. И., Белов А. Э. Феномен лидерства в среде евангельских христиан Евразии: по материалам интервью, фокус-групп и онлайн-анкетирования / Серия «Евангельское христианство и лидерство», Выпуск 3. — СПб.: Санкт-Петербургский христианский университет, 2016.
- Негров А. И., Белов А. Э. Лидерство и миссия христиан на работе: перспективы, исследования и рекомендации. — СПб.: Санкт-Петербургский христианский университет, Hodos Institute, 2017.
- Негров А. И., Белов А. Э. Лидерство в христианских центрах социальной помощи зависимым. — СПб.: «Библия для всех», 2018.
- Негров А. И., Белов А. Э. Наставничество и миссия в профессии: перспективы, исследования и рекомендации. — СПб.: Hodos Institute, 2019.
- Негров А., Андринга Р., Белов А. Лидерство и деятельность попечительских советов некоммерческих организаций: перспективы, исследования, инструменты. — Wheaton: Hodos Institute, 2020.
- Прокопчук Д., Нєгров А., Белов А. Формирование лидерства среди подростков. Христианское подростковое служение в Украине: перспективы, исследования, рекомендации – К.: Книгоноша, 2020. – 256 с. ISBN 978-617-7517-74-9

на других языках
- Negrov A. I. Biblical Interpretation in the Russian Orthodox Church: A Historical and Hermeneutical Perspective. — Mohr Siebeck, 2008. — 348 p.
- Прокопчук Д. В., Негров О. І., Бєлов О. Е. Формування лідерства серед підлітків. Християнське підліткове служіння в Україні: перспективи, дослідження, рекомендації – К.: Книгоноша, 2020. – 248 с. ISBN 978-617-7517-73-2

### Учебные пособия
- Негров А. И. Лидерство в служении. Краткое учебно-методическое пособие. Коростень Ирпень-Киев: МЧП «Триада С». 2016.

### Статьи
на русском языке
- Бачинин В. А., Негров А. И. Эстетическое богословие Апостола Павла. // Ethos и Aesthesis Современного философствования. Материалы всероссийской научной конференции. — СПб.:Санкт-Петербургское философское общество. 2003. С. 35-39.
- Негров А. И. О библейской герменевтике (эстетический аспект). // Ethos и Aesthesis Современного философствования. Материалы всероссийской научной конференции. — СПб.: Санкт-Петербургский государственный университет, 2003. — С. 119-123.
- Негров А. И. Идея светского власти в христианстве Нового Завета. // Религия в мировой истории и культуре. Материалы XI Санкт-Петербургских религиоведческих чтений. — СПб., 2004. — С. 68-70.
- Негров А. И. Герменевтика в процессе преобразования: три герменевтических горизонта славянского евангелического сообщества в постсоветский период. // Журнал «Богословские размышления». — № 4. — 2004. — С. 7-32. (Negrov A. I. Hermeneutics in Transition: Three Hermeneutical Horizons of Slavic Evangelicals in the Post-Soviet Period // Journal Theological Reflectios. — vol. 4. — 2004.
- Негров А. И. Герменевтические горизонты евангельских христиан-баптистов. // Протестантизм и протестанты в России: прошлое, настоящее, будущее. Сборник материалов научно-богословской практичной конференции. — Заокский, 2004. — С. 335-348.
- Бачинин В. А., Негров А. И. Антропосоциологический подход к Новому Завету // Христианская Мысль: социология, политическая теология, культурология. Том IV. — СПб. 2005. — С. 7-33.
- Негров А. И. Нравственные представления новозаветной экклесиологии в сочинениях Дмитрия Богдашевшского (1861-1933). // Страницы, 10:4. — М.: ББИ, 2005. — C. 591—610.
- Негров А. И. О научном исследовании Нового Завета в контексте церковно-догматического восприятия библейских текстов // Актуальность молитвы и Священного Писания для современного человека. Первая международная научно-богословская конференция «Духовность в христианской традиции». Сборник докладов. Н. Новгород. 2005. — С. 111-126
- Бачинин В. А., Негров А. И. Социосфера Нового Завета. // Христианская мысль: социология, политическая теология, культурология. Том III. — СПб. 2005. — С. 43-55.
- Негров А. И. Библейская герменевтика о. Сергия Булгакова: синергийный, антропологический и теургический аспекты. // Русское Богословие в Европейском контексте. С. Н. Булгаков и западная религиозная философская мыль. Под ред. В. Н. Поруса. — М.: ББИ. 2006. — C. 232-242. (Серия «Религиозные мыслители»)
- Негров А. И. Вопросы библейской герменевтики в творчестве П. А. Флоренского. // На пути к синтетическому единству европейской культуры. Под ред. В. Н. Поруса. — М.: ББИ, 2006. — С. 25-40. (Серия «Религиозные мыслители»)
- Негров А. И. Мировоззренческая обусловленность лидерства: к вопросу о теории и практике лидерства. // Материалы научно-практической конференции «Мировоззренческая обусловленность в науке, образовании, медицине и социальной практике», печатаются в авторской редакции. Альманах. Выпуск 6. Курск. Издательство Курского института менеджмента, экономики и бизнеса, 2011. — С. 84-89.
- Негров А. И. Лидерство на стыке поколений // ФОРУМ 20. Двадцать лет религиозной свободы и активной миссии в постсоветском обществе. Итоги, проблемы, перспективы евангельских церквей. Материалы к дискуссиям / Ред.-сост. М. Черенков. — К.: Дух и литера[укр.], 2011. — С. 82-108
- Негров А. И., Савин Г. А. К вопросу о крещении: обещание или вопрошение? // 105 лет легализации русского баптизма. Материалы международной научно-практической конференции. — М. 2011. — С. 35-39.
- Негров А. И. Семейные духовно-нравственные ценности и лидерство в контексте построения современного гражданского общества. // Международный симпозиум «Путь, истина и жизнь». Материалы научно-практической конференции ««Семейные ценности – фундамент гражданского общества», печатаются в авторской редакции. Альманах. Выпуск 7. Курск. Издательство Курского института менеджмента, экономики и бизнеса, 2012. С. 22–23.
- Негров А. И. Духовность и организационное лидерство // Нравственные и духовные аспекты лидерства. Выпуск 1. / Под. ред. Ю. Н. Красниковой, А. И. Негрова, В. А. Сарапулова. — СПб., Санкт-Петербургский христианский университет. 2014. — С. 47-126. Серия «Лидерство: теория и практика».
- Негров А. И., Сарапулов В. А. Лидерство на стыке поколений и христианское мировоззрение. // Нравственные и духовные аспекты лидерства. Выпуск 1. / Под. ред. Ю. Н. Красниковой, А. И. Негрова, В. А. Сарапулова. СПб., Санкт-Петербургский христианский университет. 2014. — С. 127-180. Серия «Лидерство: теория и практика».
- Негров А. И. Основные идеи теории духовного лидерства Луиса Фрая // Нравственные и духовные аспекты лидерства. Выпуск 1. /Под. ред. Ю. Н. Красниковой, А. И. Негрова, В. А. Сарапулова /  СПб., Санкт-Петербургский христианский университет. 2014. — С. 195-245. Серия «Лидерство: теория и практика».
- Негров А. И. Вопросы духовности на рабочем месте: введение в духовное организационное лидерство // Международный симпозиум «Путь, истина и жизнь». Материалы научно- практической конференции «Истина, добро и красота в постсовременной картине мира». Альманах. Выпуск 9. Курск. Издательство Курского института менеджмента, экономики и бизнеса, 2014. — С. 31-34.
- Негров А. И., Белов А. Э. Введение в теоретико-методологические основы социальных исследований различных типов: к вопросу о методологии исследовательского интервью // Общие и специальные методы изучения лидерства. Серия «Лидерство: теория и практика». Выпуск 2. Под редакцией Ю. Н. Красниковой, А. И. Негровa. – СПб.: Санкт-Петербургский христианский университет, 2015. — С. 101-130.
- Негров А. И., Белов А. Э. Опыт проведения и интерпретации полуструктурированных письменных исследовательских интервью: к вопросу о феномене токсичного лидерства. // Общие и специальные методы изучения лидерства. Выпуск 2. / Под ред. Ю. Н. Красниковой, А. И. Негровa. – СПб.: Санкт-Петербургский христианский университет, 2015. — С. 131-146. Серия «Лидерство: теория и практика».
- Негров А. И., Куди, Д. К вопросу об изучении лидерства в Библии: концептуальные и методические аспекты. // Общие и специальные методы изучения лидерства. Под ред. Ю. Н. Красниковой, А. И. Негровa. – СПб.: Санкт-Петербургский христианский университет, 2015. — С. 205-242. Серия «Лидерство: теория и практика»
- Негров А. И. Превосходнейший путь лидерства: междисциплинарный подход к толкованию 1 Кор 13. // Общие и специальные методы изучения лидерства. Выпуск 2. / Под ред. Ю. Н. Красниковой, А. И. Негровa. – СПб.: Санкт-Петербургский христианский университет, 2015. — С. 243-317. Серия «Лидерство: теория и практика».
- Кононенко М. Р., Амброжейчик Г. А., Негров А. И. К вопросу по составлению и использованию кейс-метода в изучении лидерства. // Общие и специальные методы изучения лидерства. Выпуск 2. Под ред. Ю. Н. Красниковой, А. И. Негровa. – СПб.: Санкт-Петербургский христианский университет, 2015. — С. 321-338. Серия «Лидерство: теория и практика».
- Белов А. Э., Негров А. И. Процесс создания онлайн-анкеты для опроса евангельской молодежи и предварительные результаты анкетирования. // Феномен лидерства в среде евангельских христиан Евразии: коллективная монография. Выпуск 2 / Под ред. А. И. Негрова. СПб.: Санкт-Петербургский христианский университет, 2016. — С. 441-468. Серия «Евангельское христианство и лидерство».
- Негров А. И. Социолингвистика и интерпретация Нового Завета. // Библия и европейская литературная традиция. Материалы XXXIV международной филологической конференции. Сборник статей. Санкт-Петербургский государственный университет. 2006. — С. 40-54.
- Негров А. И.  Концепция соработничества с Богом в Новом Завете. // Стратегическая инициатива «Лидеры нового поколения: время профессионалов». Коростень: МЧП «Триада». 2016. — С. 58-72.
- Белов А. Э., Негров А. И. Понимание феномена лидерства и лидерского потенциала представителями евангельского христианства Евразии. // Феномен лидерства в среде евангельских христиан Евразии: коллективная монография. Выпуск 2 / Под ред. А. И. Негрова. — СПб.: СПбХУ, 2016. — С. 29-93. Серия «Евангельское христианство и лидерство».
- Белов А. Э., Негров А. И. Понимание лидерства евангельскими христианами Евразии: миссиологический аспект. // Феномен лидерства в среде евангельских христиан Евразии: коллективная монография. Выпуск 2. / Под ред. А. И. Негрова. СПб.: СПбХУ, 2016. — С. 95-120. Серия «Евангельское христианство и лидерство»
- Белов А. Э., Негров А. И. Представления старших поколений верующих о понимании лидерства евангельской молодежью Евразии. // Феномен лидерства в среде евангельских христиан Евразии: коллективная монография. Выпуск 2. / Под ред. А. И. Негрова. — СПб.: СПбХУ, 2016. — С. 121-136. Серия «Евангельское христианство и лидерство»
- Белов А. Э., Негров А. И. Эффективность лидерства в среде евангельской молодежи Евразии: к вопросу о сравнении лидерских практик, способах оценки и критериях эффективности. // Феномен лидерства в среде евангельских христиан Евразии: коллективная монография. Выпуск 2. / Под ред. А. И. Негрова. СПб.: СПбХУ, 2016. — С. 137-158. Серия «Евангельское христианство и лидерство»
- Белов А. Э., Негров А. И. Современная молодёжь в представлениях евангельских верующих Евразии. // Феномен лидерства в среде евангельских христиан Евразии: коллективная монография. Выпуск 2. / Под ред. А. И. Негрова. СПб.: Санкт-Петербургский христианский университет, 2016. — С. 161-189. Серия «Евангельское христианство и лидерство»
- Белов А. Э., Негров А. И., Сарапулов В. А. Лидерский потенциал молодежи в представлениях евангельских  верующих Евразии. // Феномен лидерства в среде евангельских христиан Евразии: коллективная монография. Выпуск 2. / Под ред. А. И. Негрова. СПб.: Санкт-Петербургский христианский университет, 2016. — С. 191-218. Серия «Евангельское христианство и лидерство».
- Белов А. Э., Негров А. И., Ружина Н. В. Черты современной евангельской молодежи Евразии: общие тренды, преимущества, недостатки и особенности. // Феномен лидерства в среде евангельских христиан Евразии: коллективная монография. Выпуск 2. / Под ред. А. И. Негрова. — СПб.: Санкт-Петербургский христианский университет, 2016. — С. 219-251. Серия «Евангельское христианство и лидерство»
- Белов А. Э., Негров А. И., Ружина Н. В. Лидеры современности в представлениях евангельской молодежи Евразии: к вопросу об отличительных признаках «настоящего лидера». // Феномен лидерства в среде евангельских христиан Евразии: коллективная монография. Выпуск 2. / Под ред. А. И. Негрова.  СПб.: Санкт-Петербургский христианский университет, 2016. — С. 253-275. Серия «Евангельское христианство и лидерство»
- Белов А. Э., Негров А. И. Положительные и отрицательные лидеры: к вопросу о критериях оценки и сравнения представлений разных поколений евангельских верующих Евразии. // Феномен лидерства в среде евангельских христиан Евразии: коллективная монография. Выпуск 2. / Под ред. А. И. Негрова. СПб.: Санкт-Петербургский христианский университет, 2016. — С. 277-294. Серия «Евангельское христианство и лидерство»
- Белов А. Э., Негров А. И. Выявление связи между общим концептуальным пониманием лидерства и его практикой в жизни современной евангельской молодежи Евразии. // Феномен лидерства в среде евангельских христиан Евразии: коллективная монография. Выпуск 2. / Под ред. А. И. Негрова. — СПб.: Санкт-Петербургский христианский университет, 2016. — С. 295-312. Серия «Евангельское христианство и лидерство»
- Белов А. Э., Негров А. И.  К вопросу о возможностях проявления лидерства молодежью в церкви и обществе: интерпретация точек зрения евангельских руководителей Евразии. // Феномен лидерства в среде евангельских христиан Евразии: коллективная монография. Выпуск 2. / Под ред. А. И. Негрова. — СПб.: Санкт-Петербургский христианский университет, 2016. — С. 313-337. Серия «Евангельское христианство и лидерство»
- Белов А. Э., Негров А. И. К вопросу о возможностях проявления лидерства молодёжью в церкви и обществе: интерпретация точек зрения представителей евангельской молодежи Евразии. // Феномен лидерства в среде евангельских христиан Евразии: коллективная монография. Выпуск 2. / Под ред. А. И. Негрова. — СПб.: Санкт-Петербургский христианский университет, 2016. — С. 339-354. Серия «Евангельское христианство и лидерство»
- Белов А. Э., Негров А. И., Сарапулов В. А. Практика формирования культуры лидерства среди евангельской молодежи Евразии. // Феномен лидерства в среде евангельских христиан Евразии: коллективная монография. Выпуск 2. / Под ред. А. И. Негрова. СПб.: Санкт-Петербургский христианский университет, 2016. — С. 357-371. Серия «Евангельское христианство и лидерство»
- Белов А. Э., Негров А. И., Сарапулов В. А. Формирование культуры лидерства в среде евангельской молодежи Евразии:  к вопросу о наличии программ по лидерству и критериям их эффективности. // Феномен лидерства в среде евангельских христиан Евразии: коллективная монография. / Под ред. А. И. Негрова. Выпуск 2. СПб.: Санкт-Петербургский христианский университет, 2016. — С. 373-405. Серия «Евангельское христианство и лидерство»
- Белов А. Э., Негров А. И., Сарапулов В. А. Формирование лидерства среди евангельской молодежи Евразии:  к вопросу о ключевых элементах процесса формирования лидерства. // Феномен лидерства в среде евангельских христиан Евразии: коллективная монография. Выпуск 2. / Под ред. А. И. Негрова. СПб.: Санкт-Петербургский христианский университет, 2016. — С. 407-430. Серия «Евангельское христианство и лидерство»
- Негров А. И., Сарапулов В. А. К вопросу формирования христианского лидерства среди молодежи: богословские перспективы и педагогический подход. // Феномен лидерства в среде евангельских христиан Евразии: коллективная монография. / Под ред. А. И. Негрова. Серия «Евангельское христианство и лидерство», Выпуск 2. СПб.: Санкт-Петербургский христианский университет, 2016. — С. 433-439.
- Занин А. А., Белов А. Э., Негров А. И. Взаимосвязь наставничества и лидерства: по материалам интервьюирования служителей Дальневосточного объединения церквей ЕХБ. // Вестник Московской богословской семинарии ЕХБ. Москва. — (9). — 2018. — С. 61—86.

на других языках
- Negrov A. I. Understanding the New Testament Church within an Orthodox Hermeneutical Framework // Einheit der Kirche im Neuen Testament: Dritte europäische orthodox-westliche Exegetenkonferenz in Sankt Petersburg, 24.-31. August 2005. Anatoly A. Alexeev, Christos Karakolis, Ulrich Luz. Wissenschaftliche Untersuchungen zum Neuen Testament. — Mohr Siebeck, 2008.
- Negrov A. I. Biblical Interpretation in the Russian Orthodox Church: A Historical and Hermeneutical Perspective. // Verbum et Ecclesia. — 2001. — 22 (2). — P. 352-365.
- Negrov A. I. Fr. Sergius Bulgakov (1871-1944): A Study in the Eastern Orthodox Hermeneutical Perspective. // Hervormde Teologiese Studies. — 2002. — 58 (1): 250-263.
- Negrov A. I. An overview of liberation theology in orthodox Russia. // Hervormde Teologiese Studies. — 2005. — 61 (1&2). — P. 291-326.
- Negrov A. I. Three Hermeneutical Horizons of Slavic Evangelicals. // International Congregational Journal 2006 (6.1). — P. 83-104
- Negrov A. I., Nikol’skaya T. K. Baptist as a Symbol of Sectarianism in Soviet and Post-Soviet Russia. // Eastern European Baptist History: New Perspectives. Sharyl Corrado and Toivo Pilli (editors). — Prague: IBTS Press. 2007.
- Negrov A. I. Russian Protestantism. // Cambridge Dictionary of Christianity. — Cambridge, Cambridge University Press, 2010. — 1414 p.
- Negrov A. I., Malov A. Eco-Theology and Environmental Leadership in Orthodox and Evangelical Perspectives in Russia and Ukraine. // Religions. — 2021. — 12(5). — P. 305. doi:10.3390/rel12050305